# 지부지부응시녹비홍수
《지부지부응시녹비홍수》(중국어 간체자: 知否知否应是绿肥红瘦, 정체자: 知否知否應是綠肥紅瘦, 병음: Zhī fǒu zhī fǒu yīng shì lǜ féi hóng shòu 즈퍼우즈퍼우잉스뤼페이훙서우[*], The Story Of Ming Lan 더 스토리 오브 밍란[*])는 2018년 방송되었던 중화인민공화국의 드라마이다.

## 등장 인물

#### 주요 인물
- 자오리잉 : 성명란 (盛明蘭) 역 (아역 - 류초염) - 성굉과 위서의의 서녀 (여섯째)
- 펑사오펑 : 고정엽 (顧廷燁) 역 (아역 - 변천양) - 고언개와 백씨의 적자 (둘째)
- 주이룽 : 제형 역 - 제국공과 평녕군주의 적자

#### 성가(盛家) 인물
- 성굉 역 : 유균 - 성명란의 아버지
- 왕약불 역 : 유림 - 성굉의 정실
- 임금상 역 : 고로 - 성굉의 두 번째 부인(첩)
- 위서의 역 - 성굉의 세 번째 부인(첩)이자 명란의 친모
- 노마님 역 : 조취분 - 명란의 할머니
- 성화란 역 : 왕학윤 - 성굉과 왕약불의 적녀 (첫째)
- 성장백 역 : 왕인군 - 성굉과 왕약불의 적자 (둘째) (아역 - 이예)
- 성장풍 역 : 장샤오첸 - 성굉과 임금상의 서자 (셋째) (아역 - 왕습)
- 성묵란 역 : 스스 - 성굉과 임금상의 서녀 (넷째) (아역 - 도혁희)
- 성여란 역 : 장자닝 - 성굉과 왕약불의 적차녀이자 성굉의 5녀 (다섯째) (아역 - 이위아)

#### 고가(顧家) 인물
- 고언개 역 : 이홍도 - 고정엽의 아버지 (녕원후)
- 소진씨 역 : 왕이난 - 고정엽의 계모이자 고언개의 후처
- 고정욱 역 - 고언개와 대진씨(고언개의 조강지처)의 적자
- 고정위 역 - 고언개와 소진씨의 적자
- 주만랑 역 : 리이샤오 - 고정엽의 첩

#### 제가 인물
- 제국공 역 - 제형의 아버지
- 평녕군주 역 : 진근 - 제형의 어머니